# Windows Communication Foundation
Windows Communication Foundation o WCF (también conocido como Indigo), es la plataforma de mensajería que forma parte de la API de la Plataforma .NET 3.0 (antes conocida como WinFX, y que no son más que extensiones para la versión 2.0). Se encuentra basada en la Plataforma .NET 2.0 y de forma predeterminada se incluye en el Sistema Operativo Microsoft Windows Vista.
Fue creada con el fin de permitir una programación rápida de sistemas distribuidos y el desarrollo de aplicaciones basadas en arquitecturas orientadas a servicios (también conocido como SOA), con una API simple; y que puede ejecutarse en una máquina local, una LAN, o sobre Internet en una forma segura.

## Desarrollando con WCF
Los desarrolladores pueden crear aplicaciones utilizando WCF, y aunque inicialmente fue desarrollado para este Sistema Operativo, también puede ser utilizado en Windows XP y Windows 2003 Server. Esto debido a una decisión tomada por Microsoft, para permitir su utilización por la mayor parte de desarrolladores que trabajan sobre la línea de productos relacionados con la tecnología .NET.
Es posible crear aplicaciones basadas en WCF utilizando Microsoft Visual Studio 2005 en su entorno de desarrollo integrado. Microsoft ha liberado un paquete de extensiones y un Kit de Desarrollo que puede ser utilizado con esta tecnología y otras que se incluyen en la Plataforma .NET v3.0.
El conjunto de clases .NET que conforman la API de WCF, están basados en la Plataforma .NET 2.0 y son de libre distribución. El compilador de Visual Studio, puede ser combinado con un IDE gratuito, alguna solución para programación gratuita para desarrolladores no-profesionales o estudiantes, en el caso de que prefieran no desarrollar con ediciones gratuitas o Express de Visual Studio 2005.